# Кришткіндельсмерік

Кришткіндельсмерік (Christkindelsmärik, на ельзаському діалекті — «ярмарок Немовляти Христа»), у французькій вимові також Крісткіндельсмерік, Крісткіндельсмарик — традиційний різдвяний базар у Страсбурзі. Існує з 1570 року, бувши найстарішим у Франції та одним із найстаріших у Європі. З 1992 року в Страсбурзі, поряд з історичним Кришткіндельсмеріком на площі Брольї, проходить також низка інших різдвяних ярмарків та заходів під спільним гаслом «Страсбург — столиця Різдва». Щорічно вони приваблюють понад два мільйони відвідувачів.

## XII—XIX століття

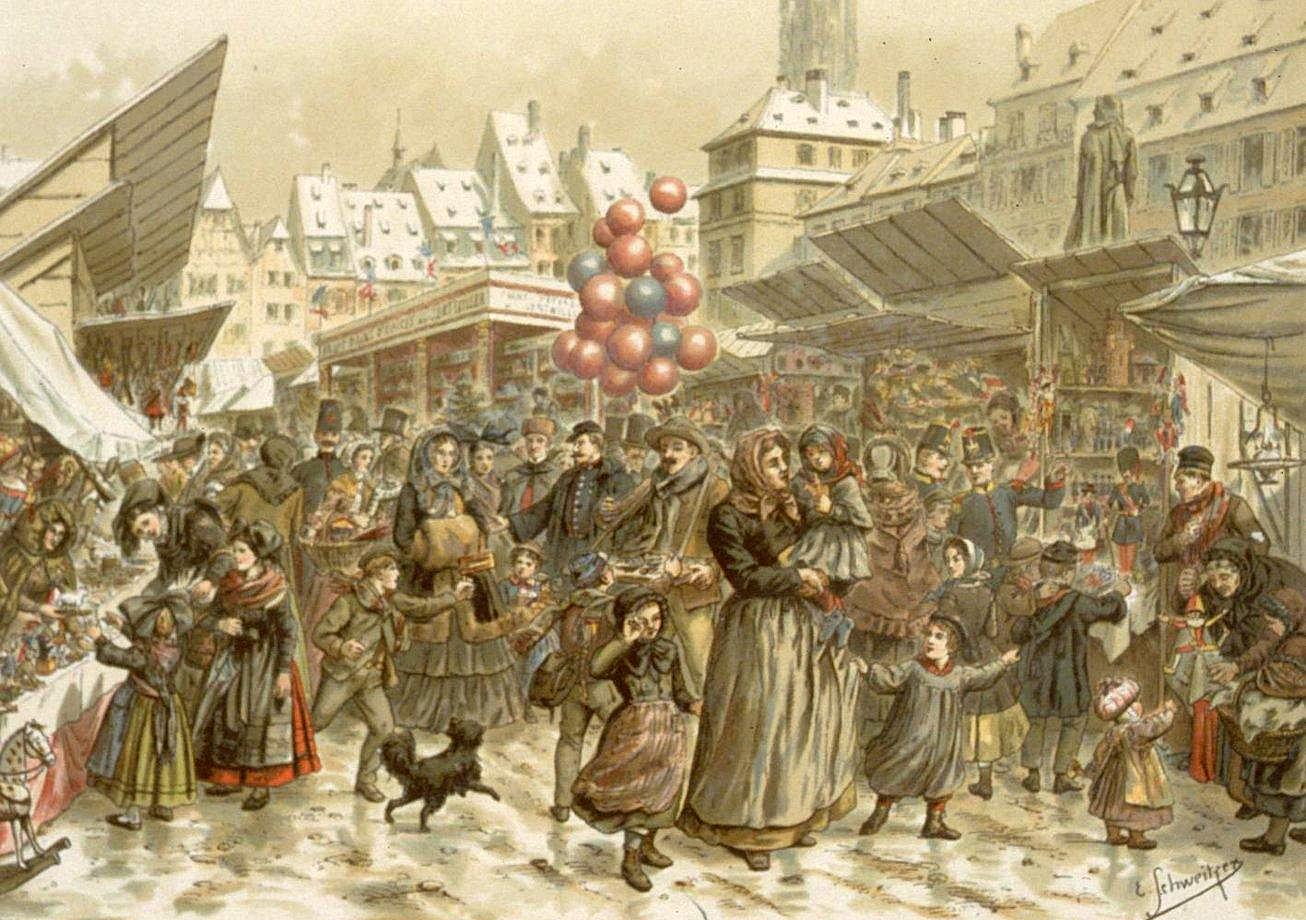
Еміль Швейцер. Різдвяний ярмарок на площі Клебера у 1859 році

Традиція зимового передріздвяного ринку існувала у Страсбурзі з кінця XII століття. Спочатку він проходив 6 грудня, в День святителя Миколая, і мав відповідну назву — Klausenmärik («ярмарок Святого Миколая»). Однак у роки Реформації, після того, як у 1525 році Ельзас став протестантським, замість католицького Святого Миколая, який традиційно вважався головним дарувальником подарунків дітям, став популяризуватися образ Немовляти Ісуса. Особливо завзято його пропагував пастор Йоганнес Фліннер. Під впливом його проповідей міська рада Страсбурга 4 грудня 1570 року ухвалила, що базар відтепер має називатися Christkindelsmärik — «ярмарок Немовляти Христа» — а ще через деякий час він став у строгому значенні слова різдвяним, тобто присвячений до Різдва, як і саме вручення подарунків дітям.  Згодом, коли Ельзас перейшов до Франції, традиція проведення різдвяного базару збереглася і набула нового розвитку. Довгий час Кришткіндельсмерік залишався єдиним ринком такого роду у Франції.

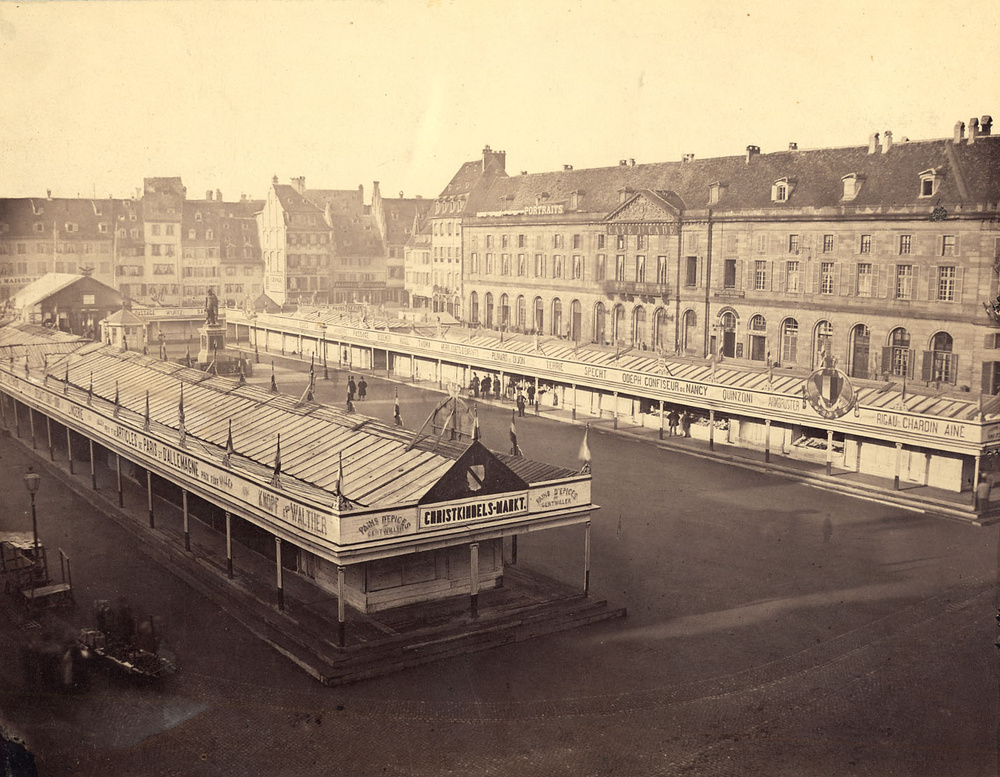
Кришткіндельсмерік на площі Клебер. 1866

Упродовж кількох століть різдвяний базар був місцем, де жителі міста могли придбати все необхідне для святкування Різдва (свічки, пряники, всілякі ласощі, пізніше також різдвяні ялинки та прикраси тощо) та різноманітні інші товари (від одягу до біжутерії).  Час та місце його проведення неодноразово змінювалися. Так, у XIX — початку XX століття базар влаштовувався за три дні до різдвяного Святвечора. На початку XIX століття він тривав шість днів, потім (з 1863) сім днів, але вже в другій половині століття почав працювати протягом 36 днів.   Спочатку базар розміщувався на площі перед Страсбурзьким собором. Потім, з 1830 року, він розташувався на площади Клебера. У 1840-х — 1860-х роках нові торгові ряди з'являлися на різних вулицях та площах міста. І, нарешті, в 1870 році традиційним місцем проведення різдвяного базару стала площадь Брольи.  

## XX—XXI століття

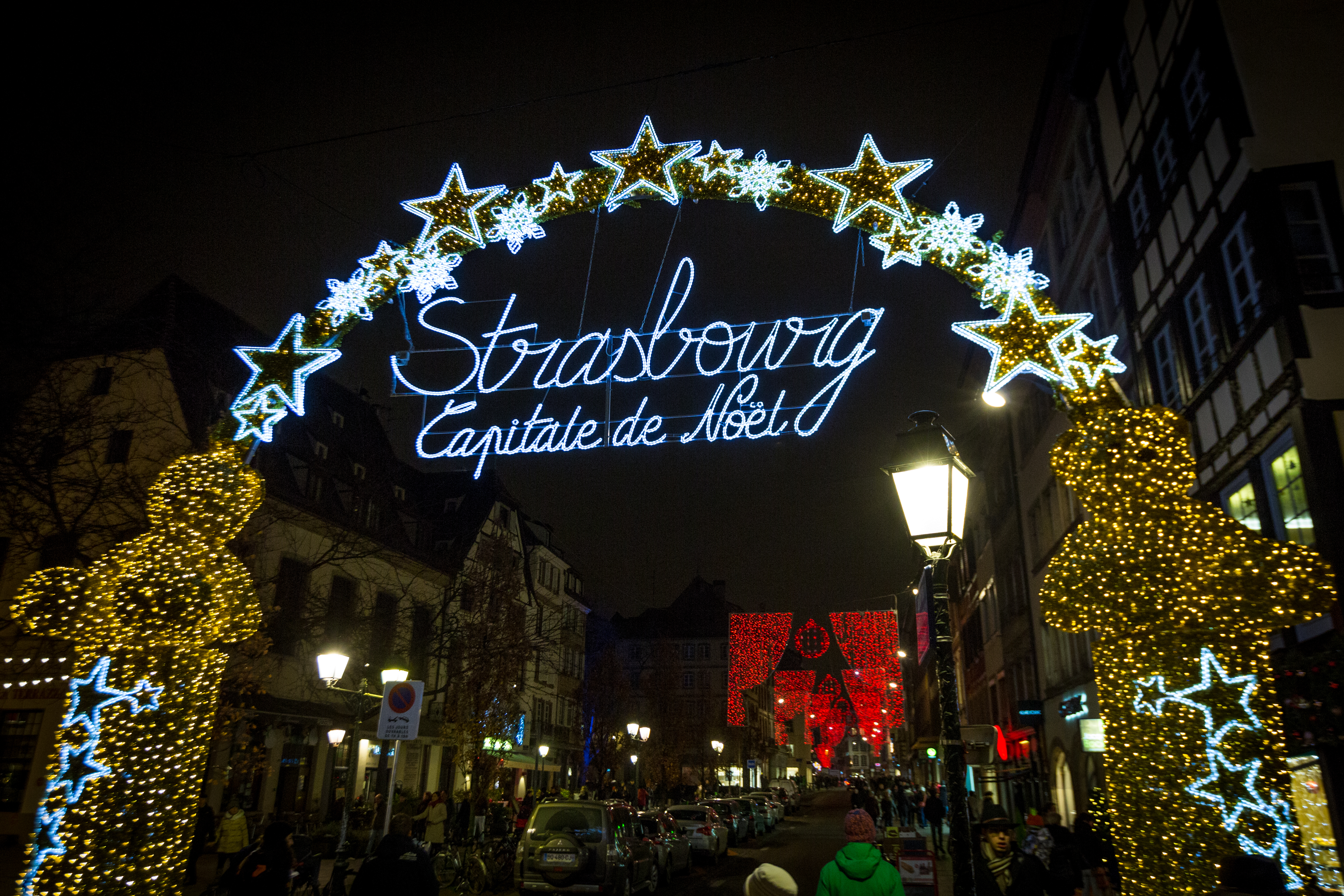
Ілюмінація «Страсбург — столиця Різдва». 2014

У 1970-х — 1980-х роках Кришткіндельсмерік поступово втратив колишню популярність: більшість містян воліли робити передсвяткові покупки в супермаркетах. Крім того, виникла конкуренція з іншими різдвяними базарами регіону, зокрема Кайзерсбергским. Тому у 1992 році, щоб підтримати інтерес до старовинної традиції, у Страсбурзі провели цілу низку різдвяних ярмарків та інших заходів під спільним гаслом «Страсбург — столиця Різдва» (фр. Strasbourg, Capitale de Noël). З того часу це стало новою традицією міста, а страсбурзький різдвяний базар набув небаченої до того часу популярності.

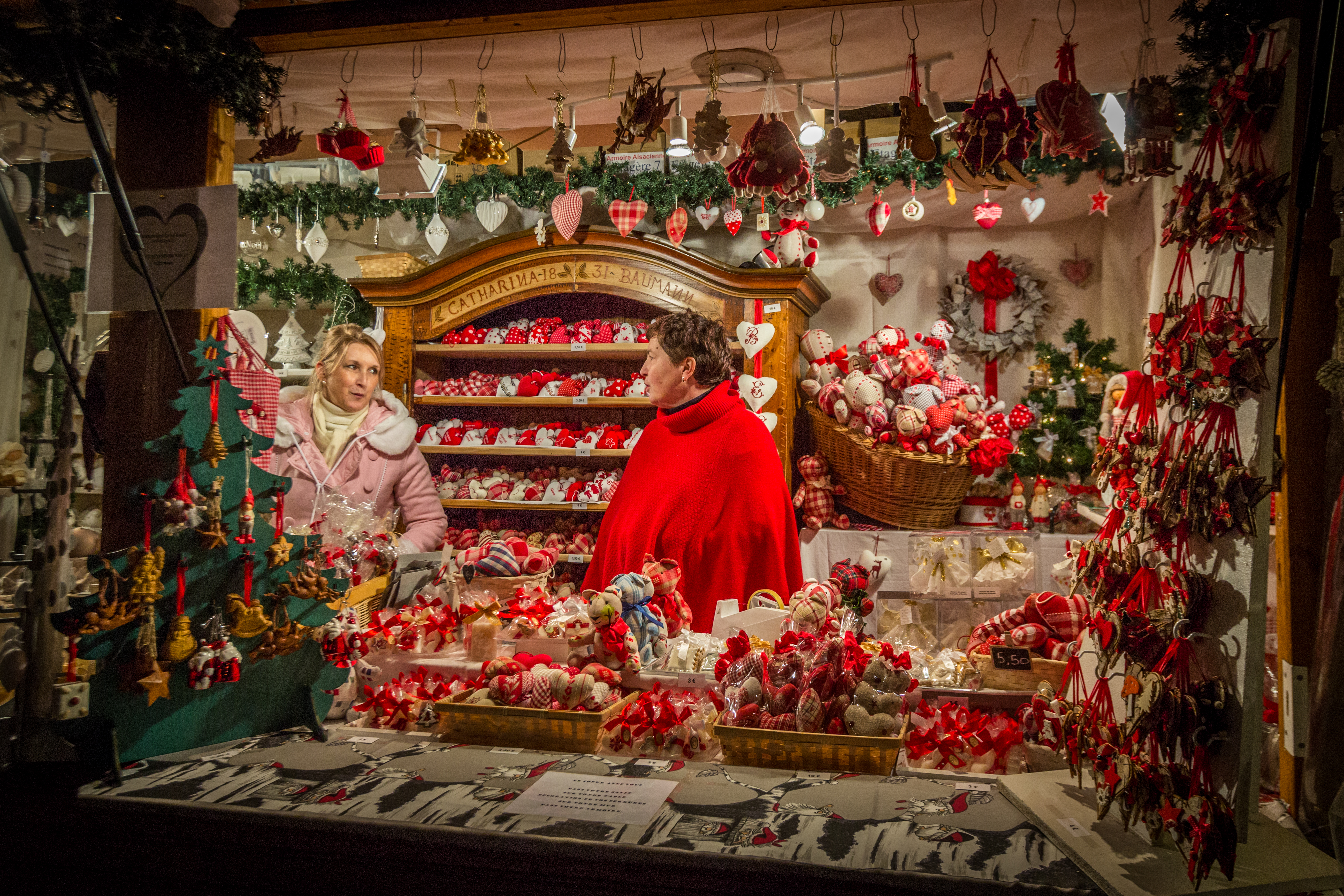
Кришткіндельсмерік. 2014

Традиційна історична назва «Крішткіндельсмерік» закріпилася за різдвяним базаром на площі Брольї. Крім того, у різних місцях історичної частини Страсбурга (у тому числі на соборній площі) почали влаштовувати й інші різдвяні ярмарки, які також отримали власні назви. Загалом їх налічується понад дюжину, а різдвяних кіосків — понад 300. Тривалість роботи збільшилася до п'яти тижнів.

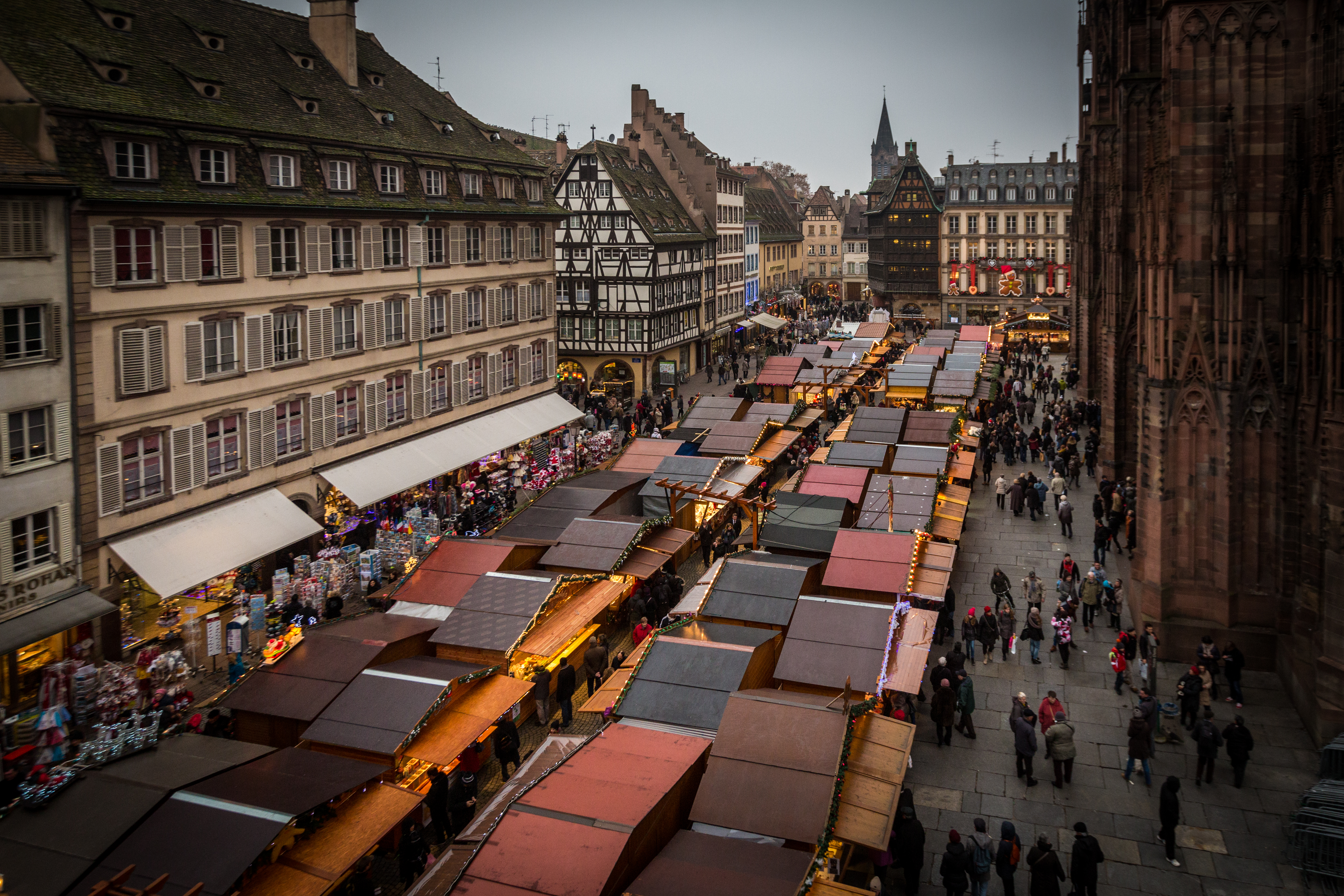
Різдвяний базар на соборній площі. 2014

Крім різдвяного базару, «столиця Різдва» приваблює відвідувачів численними святковими прикрасами та різноманітними заходами. Серед них — масштабні різдвяні ілюмінації, які в цей період прикрашають весь міський центр.  Крім того, у місті встановлюють кілька різдвяних ялинок, зокрема головну ялинку на площі Клебер, що налічує не менше 30 м заввишки й важить від семи до дев'яти тонн.
Різдвяний базар у Страсбурзі є одним із найпопулярніших у Франції та в Європі в цілому. Щорічно він приваблює понад два мільйони відвідувачів і приносить дохід близько 250 мільйонів євро. Страсбурзький різдвяний базар неодноразово посідав перші місця у різних рейтингах, у тому числі за версією брюссельської організації «European Best Destinations» у 2014 та 2015 роках та за версією сайту CNN travel у 2017 році. Європейська популярність ринку сприяла його міжнародному просуванню: з 2009 року страсбурзький різдвяний ринок експортувався в Токіо, Москву, Пекін, Тайбей, Сеул і Нью-Йорк. 